# Stromeyerita
La stromeyerita és un mineral de la classe dels sulfurs. Va ser descoberta l'any 1832, i rep el seu nom de Friedrich Stromeyer (1776-1835), professor de química de la Universitat de Göttingen (Alemanya), qui va realitzar la primera anàlisi química.

## Característiques
La Stromeyerita és un sulfur de coure i argent. Químicament similar a la mckinstryïta. A més dels elements de la seva fórmula, sol portar com a impuresa ferro. Cristal·litza en el sistema ortoròmbic, formant cristalls prismàtics, podent-se trobar també en hàbit massiu i compacte.
Segons la classificació de Nickel-Strunz, la stromeyerita pertany a «02.BA: sulfurs metàl·lics amb proporció M:S > 1:1 (principalment 2:1) amb coure, argent i/o or» juntament amb els següents minerals: calcocita, djurleita, geerita, roxbyita, anilita, digenita, bornita, bellidoita, berzelianita, athabascaïta, umangita, rickardita, weissita, acantita, mckinstryita, jalpaïta, selenojalpaïta, eucairita, aguilarita, naumannita, cervel·leïta, hessita, chenguodaita, henryita, stützita, argirodita, canfieldita, putzita, fischesserita, penzhinita, petrovskaïta, petzita, uytenbogaardtita, bezsmertnovita, bilibinskita i bogdanovita.

## Formació i jaciments
Es forma en filons hidrotermals rics en coure i plata, la majoria de les vegades per processos secundaris per alteració de minerals com la bornita, encara que també com a mineral primari. Sol trobar-se associada a altres minerals com: freibergita, bornita, calcopirita, galena o altres minerals sulfurs.